# 마크 모지스
마크 모지스(Mark Moses, 1958년 2월 24일 ~ )는 미국의 배우이다.

## 출연 작품
- 플래툰 - 울프 중위 역
- 위험한 연인 - 윈 호킹스 역
- 7월 4일생 - 낙천적인 의사 역
- 도어즈 - 잭 홀츠먼 역